# Marbrerie (metrostation)
Het metrostation Marbrerie is een station van metrolijn 1 van de metro van Rijsel, gelegen in de wijk Fives te Rijsel. Het bevindt zich aan de Rue Pierre-Legrand, een van de twee hoofdstraten in deze wijk. Marbrerie is het eerste station dat Rijsel aandoet (gezien vanaf het beginstation Quatre Cantons) en valt op door het vele oranje dat in het station is gebruikt.